# Daniel T. Ksepka

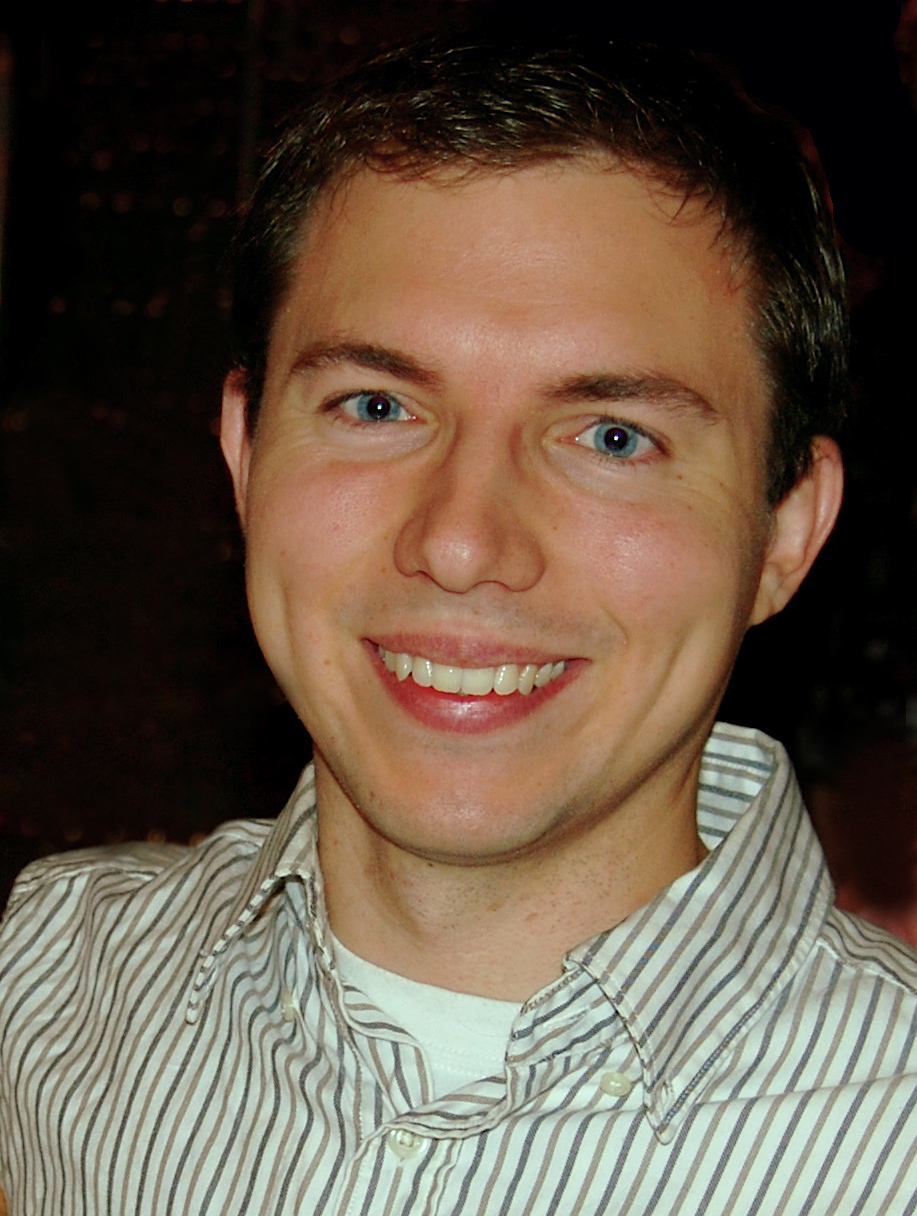
Daniel T. Ksepka (2019)

Daniel Thomas Ksepka (* 1. März 1980) ist ein US-amerikanischer Paläornithologe. Zu seinen Forschungsschwerpunkten gehört die Evolution der Pinguine.

## Leben
Ksepka erlangte 2002 den Bachelor of Science an der Rutgers University und 2005 den Master of Science an der Columbia University. Er verbrachte fünf Jahre am American Museum of Natural History in New York City, wo er umfassende Erfahrungen in der Konservierung und Untersuchung von naturhistorischen Objekten wie Fossilien, Skelettmaterial, Häuten und geologischen Proben sammelte. 2007 wurde er unter Leitung von Mark Norell mit der Dissertation Phylogeny, histology and functional morphology of fossil penguins (sphenisciformes) zum Ph.D. an der Columbia University promoviert. Von 2009 bis 2013 war er wissenschaftlicher Assistenzprofessor an der North Carolina State University. Von 2009 bis 2014 war er wissenschaftlicher Mitarbeiter am North Carolina Museum of Natural Sciences. 2011 wurde er Forschungsmitarbeiter an der Smithsonian Institution. 2012 wurde er wissenschaftlicher Mitarbeiter am Field Museum of Natural History in Chicago. Von Januar 2013 bis Mai 2014 absolvierte er seine Postdoc-Phase am National Evolutionary Synthesis Center in Durham, North Carolina. Seit Juni 2014 ist er Kurator am Bruce Museum in Greenwich, Connecticut.
Ksepka hat an mehreren bedeutenden Museumsausstellungen mitgewirkt, darunter die Wanderausstellungen Race to the End of the Earth und Mythical Beasts im American Museum of Natural History und die Sonderausstellung Polar Palooza im North Carolina Museum of Natural Sciences.
Ksepkas Forschung konzentriert sich auf die Evolution der Vögel, wobei sein Hauptaugenmerk auf der Phylogenie, Divergenzdatierung und dem Übergang zum Tauchen mit Flügeln bei Pinguinen liegt. 2014 gehörte er zum Erstbeschreiberteam von Pelagornis sandersi, dem größten flugfähigen Vogel, der jemals existiert hat, wobei ihm vor allem die Modellierung der Flugmuster interessierte. Zudem widmet sich Ksepka der Rekonstruktion von Mustern der Entwicklung der Gehirngröße bei Dinosauriern und Vögeln.
Mit Tsidiiyazhi abini beschrieb er 2017 die älteste bekannte baumbewohnende Vogelart aus der Gruppe der modernen Vögel (Neornithes), die vor 62,5 Millionen Jahren im Paläozän gelebt hat.

## Erstbeschreibungen von Daniel Ksepka
- Erketu, 2006
- Icadyptes salasi, 2007
- Perudyptes devriesi, 2007
- Paracoracias occidentalis, 2009
- Celericolius acriala, 2010
- Inkayacu paracasensis, 2010
- Cyrilavis colburnorum, 2011
- Avolatavis tenens, 2012
- Carbonemys, 2012
- Kairuku grebneffi, 2012
- Kairuku waitaki, 2012
- Eocypselus rowei, 2013
- Pelagornis sandersi, 2014
- Tsidiiyazhi abini, 2017
- Eofringillirostrum boudreauxi, 2019
- Eofringillirostrum parvulum, 2019
- Eudyptes warhami, 2019
- Asteriornis maastrichtensis, 2020
- Eudyptes atatu, 2020
- Kairuku waewaeroa, 2021
- Centuriavis lioae, 2022
- Kumimanu fordycei, 2023
- Petradyptes stonehousei, 2023
- Eudyptula wilsonae, 2023
- Plotornis archaeonautes, 2023